# تپه زیرچاه
تپه زیرچاه مربوط به مفرغ است و در شهرستان ملایر، بخش سامن، دهستان حرم رود سفلی، روستای جریا واقع شده و این اثر در تاریخ ۲۶ اسفند ۱۳۸۷ با شمارهٔ ثبت ۲۶۱۴۴ به‌عنوان یکی از آثار ملی ایران به ثبت رسیده است.